# Провулок Житкова (Київ)
Провулок Житкова — зниклий провулок, що існував у Шевченківському районі міста Києва, місцевість Сирець. Пролягав від Тираспольського шосе до вулиці Тираспольської.  

## Історія
Провулок виник у 50-х роках XX століття під назвою Нова вулиця. Назву провулок Житкова, на честь російського письменника Бориса Житкова, надано 1957 року. 
Ліквідований 1971 року в зв'язку з переплануванням вулиць.